# Claes Hjelmstjerna
Claes Leonard Hjelmstjerna, född 1742, död 1810, var en svensk sjömilitär.

## Biografi
Claes Hjelmstjerna var son till löjtnanten vid Kymmenegårds kavalleri, Carl Gustaf Hjelmstjerna och den ofrälse Catharina Maria Bock, vars far var kapten. 1754 blev han kadett vid artilleriet, där han sedan blev styckjunkare. Han tjänstgjorde från 1762 vid arméns flotta och förde som överstelöjtnant befäl vid flera krigsoperationer vid kriget 1788-1790. Han var befälhavare för den ena flygeln vid slaget vid Svensksund 1790. 
Efter kriget befordrades han först till överstelöjtnant och tygmästare, överste i armén och 1800 till konteramiral av Blå flaggan (Arméns flotta). 
Vid början av det Finska kriget 1808 fick han befälet över den samlade skärgårdsflottan som var sammandragen i Åbo skärgård. Han kommenderade sedan denna flotta i slagen vid Krampsund och Bockholmsund, där han förde ett försiktigt och initiativlöst befäl. Under krigets sista år 1809 var han befälhavare för Öresundseskadern.
Han var gift med den ofrälse kaptensdottern Helena Christina Skough.

## Utmärkelser[1]
- Riddare av Svärdsorden - 27 augusti 1789
- Svensksundsmedaljen - 10 juli 1791
- Kommendör av Svärdsorden - 3 juli 1809